# Aspbladsmossens naturreservat
Aspbladsmossen är ett naturreservat i Uppsala län i Sverige. Naturreservatet, vars yta uppgår till 32 hektar, ligger cirka 6 kilometer ost-sydost om Knutby. Ägare till naturreservatet är Hargs bruk, och förvaltningen sker av Länsstyrelsen i Uppsala län. Aspbladsmossen är ett Natura 2000-område.
Aspbladsmossen är ett varierat och orört myrområde omgivet av barrskog. På mossarna växer ljung, vilket är ganska ovanligt i Uppland. Runt mossarna finns laggkärr och sumpskogar. Aspbladsmossen avvattnas mot norr till Herrgårdsdammen, en så kallad glup, det vill säga en tidvis vattenfylld sänka med underjordiska till- och utlopp. Glupar är särskilt vanliga i Uppland. I skogen runtom finns övergivna kolbottnar och kolarkojor. Naturreservatet Ryttarhagen ligger ganska nära Aspbladsmossen.